# Contipus marginisternus
Contipus marginisternus är en skalbaggsart som först beskrevs av Heinrich Bickhardt 1912.  Contipus marginisternus ingår i släktet Contipus och familjen stumpbaggar. Inga underarter finns listade i Catalogue of Life.